# Zoo de Münster
Le zoo de Münster (en allemand, Allwetterzoo Münster) est un parc zoologique allemand situé en Rhénanie-du-Nord-Westphalie, dans la ville de Münster. Ouvert en 1974, il s'étend aujourd'hui sur une trentaine d'hectares. Il tire son nom de la volonté de l'architecte de rendre les installations accessibles par des chemins couverts, Allwetterzoo signifiant littéralement « zoo visitable par tous les temps ». Son directeur est, depuis 2016, Thomas Wilms.
En 2011, il présente environ 3 300 animaux de 380 espèces, dont le chat de Temminck. Le zoo est également chargé de la coordination du programme européen pour les espèces menacées (EEP) consacré au léopard de Perse, une sous-espèce du léopard.
Le parc comprend un musée consacré au cheval westphalien.
Son delphinarium a fermé en février 2013 et ses trois grands dauphins ont été transférés au Dolfinarium Harderwijk (Pays-Bas). L'installation sert désormais à présenter des otaries de Californie.
Il a enregistré 915 000 visites en 2015, pour 618 000 visiteurs uniques.